# Stéphan Colman
Pour les articles homonymes, voir Colman.
Stéphan Colman, nom d'auteur de Stéphane Colman, né le 20 avril 1961 à Liège, est un dessinateur et scénariste de bande dessinée belge.

## Biographie
Stéphan Colman doit sa vocation de dessinateur au peintre Robert Crommelynck, qui fut le deuxième mari de sa grand-mère paternelle, et surtout à cette dernière, qui dessinait, peignait et sculptait : « Elle me faisait dessiner sans arrêt, me corrigeait, m'orientait […] ». Stéphan Colman présente des planches à Jijé en 1976 avant de suivre des cours à l'académie des beaux-arts de Liège. En 1980, il dessine trois histoires de Marsouin Pedzouille dans Aïe ! et fait ses débuts professionnels en 1982, quand il réalise pour Spirou avec le scénariste Stephen Desberg une histoire de vingt pages qui met en scène un petit garçon devenu chaton. Il n'y a pas de suite immédiate et, après deux albums chez Magic Strip, Colman semble abandonner le dessin.
En 1989, Billy the Cat reparaît, toujours dans Spirou, avec une longue histoire de 44 planches, intitulée Dans la peau d'un chat. Une adaptation sous forme de série d'animation sort sur les écrans en 1999. Cependant, Colman abandonne la série en 2000, par suite de divergences créatives avec le co-créateur et scénariste Stephen Desberg. C'est le dessinateur Peral qui lui succède.
Depuis 2006, il assure la scénarisation de la série Marsupilami, dessinée par Batem, et créée par André Franquin. Après avoir écrit 16 tomes de la série, il signe son dernier scénario pour celle-ci avec Marsu Club en 2025. Son association avec le dessinateur se poursuit sur la série humoristique Sam Speed, co-créée par les deux collègues en 2003 avec Éric Maltaite (le fils de Will, dessinateur de Tif et Tondu).
En 2012, il reprend le scénario d'une jeune série, cette fois pour adultes, O'boys, aux éditions Dargaud. Après deux premiers tomes écrits par Philippe Thirault, publiés en 2009, Colman boucle la fin du premier cycle avec un tome 3, intitulé Midnight Crossroad, édité en 2012.
Deux ans plus tard, il retrouve Maltaite pour lancer une trilogie, Choc. Cette série dérivée est une préquelle de Tif et Tondu, puisqu'elle raconte la genèse de l'ennemi juré du tandem. Le ton est plus dramatique que dans la série originelle. Un deuxième tome sort en avril 2016, tandis qu'un troisième conclut la trilogie début 2019.
En outre, il participe aux albums collectifs : Baston Labaffe no 5 : La Ballade des baffes (Goupil, 1983), Rocky Luke - Banlieue West (SEDLI, 1985), 20 Couvertures pour Spirou et Fantasio (éditions du Lion, 1987), Les Enquêtes de leurs amis (Soleil, 1989), Images du scoutisme - 50 ans de calendrier FSC (FSC, 1991), L'Arbre des deux printemps (Le Lombard, 2000) et Spirou défenseur des droits de l'homme en 2019.

## Publications

### Albums de bande dessinée
- White, le choc[6] !, Magic Strip, coll. « Atomium 58 », Bruxelles, 1983
Scénario et dessin : Stéphane Colman - Couleurs : bichromie -  (ISBN 2-8035-0076-0) — Postface : Frédéric Jannin.
- Radical Café[7], Magic Strip, coll. « Signe des temps », Bruxelles, 1984
Scénario : Fernand Flausch - Dessin : Stéphane Colman - Couleurs : bichromie -  (ISBN 2-8035-0108-2)
- Billy the Cat (dessin), avec Stephen Desberg (scénario), Dupuis, 7 albums, 1990-2002.
- 1. Dans la peau d'un chat, Dupuis, Marcinelle, septembre 1990
Scénario : Stephen Desberg - Dessin : Stéphane Colman - (ISBN 2-8001-1787-7)
- 2. Le Destin de Pirmin, Dupuis, Marcinelle, avril 1991
Scénario : Stephen Desberg - Dessin : Stéphane Colman - (ISBN 2-8001-1808-3)
- 3. L'Été du secret, Dupuis, Marcinelle, mars 1994
Scénario : Stephen Desberg - Dessin : Stéphane Colman - Couleurs : Ingrid Charlier - (ISBN 2-8001-1944-6)
- 4. Saucisse le terrible, Dupuis, Marcinelle, mai 1996
Scénario : Stephen Desberg - Dessin : Stéphane Colman - Couleurs : Béatrice Delpire - (ISBN 2-8001-2183-1)
- 5. L'Œil du maître, Dupuis, Marcinelle, novembre 1997
Scénario : Stephen Desberg - Dessin : Stéphane Colman - Couleurs : Béatrice Delpire - (ISBN 2-8001-2439-3)
- 6. Le Choix de Billy, Dupuis, Marcinelle, juin 1999
Scénario : Stephen Desberg - Dessin : Stéphane Colman - Couleurs : Béatrice Delpire -  (ISBN 2-8001-2643-4)

- Marsupilami, 16 albums.
- 19. Magie blanche, Marsu Productions, Monaco, novembre 2006
Scénario : Stéphan Colman - Dessin : Batem - Couleurs : Cerise -  (ISBN 2912536596)
- 20. Viva Palombia !, Marsu Productions, Monaco, juin 2007
Scénario : Stéphan Colman - Dessin : Batem - Couleurs : Cerise -  (ISBN 9782354260057)
- 21. Red Monster, Marsu Productions, Monaco, avril 2008
Scénario : Stéphan Colman - Dessin : Batem - Couleurs : Cerise -  (ISBN 9782354260187)
- 22. Chiquito Paradiso[9], Marsu Productions, Monaco, 24 avril 2009
Scénario : Stéphan Colman - Dessin : Batem - Couleurs : Cerise -  (ISBN 9782354260200)
- 23. Croc vert[10], Marsu Productions, Monaco, mai 2010
Scénario : Stéphan Colman - Dessin : Batem - Couleurs : Cerise -  (ISBN 9782354260354)
- 24. Opération Attila[11], Marsu Productions, Monaco, mai 2011
Scénario : Stéphan Colman - Dessin : Batem - Couleurs : Cerise -  (ISBN 9782354260712)
- 25. Sur la piste du Marsupilami, Marsu Productions, Monaco, 6 avril 2012
Scénario : Stéphan Colman - Dessin : Batem - Couleurs : Cerise -  (ISBN 9782354260712)
- 26. Santa Calamidad[12], Marsu Productions, Monaco, 30 novembre 2012
Scénario : Stéphan Colman - Dessin : Batem - Couleurs : Cerise -  (ISBN 9782354260972)
- 27. Cœur d'étoile[13], Marsu Productions, Monaco, 15 novembre 2013
Scénario : Stéphan Colman - Dessin : Batem - Couleurs : Cerise -  (ISBN 9782800160429)
- 28. Biba[14], Marsu Productions, Monaco, 21 novembre 2014
Scénario : Stéphan Colman - Dessin : Batem - Couleurs : Cerise -  (ISBN 9782800161709)
- 29. Quilzèmhoal[15],[16], Marsu Productions, Monaco, 13 novembre 2015
Scénario : Stéphan Colman - Dessin : Batem - Couleurs : Cerise -  (ISBN 9782800163758)
- 30. Palombie secrète[17],[18], Marsu Productions, Monaco, 21 avril 2017
Scénario : Stéphan Colman - Dessin : Batem - Couleurs : Cerise -  (ISBN 9782800167213)
- 31. Monsieur Xing Yùn[19],[20], Marsu Productions, Monaco, 20 avril 2018
Scénario : Stéphan Colman - Dessin : Batem - Couleurs : Cerise -  (ISBN 9782800173986)
- 32. Bienvenido a Bingo[21] !, Marsu Productions, Monaco, mai 2019
Scénario : Stéphan Colman - Dessin : Batem - Couleurs : Cerise -  (ISBN 9791034733385)
- 33. Supermarsu[22],[23],[24], Marsu Productions, Monaco, 4 juin 2021
Scénario : Stéphan Colman - Dessin : Batem - Couleurs : Cerise -  (ISBN 9791034747764)
- 34. Marsu Club[25],[26],[27],[28], Dupuis, Marcinelle, 14 mars 2025
Scénario : Stéphan Colman - Dessin : Batem - Couleurs : Cerise -  (ISBN 979-10-34766-31-4)

## Prix et récompenses
- 1991 :  Alph-Art jeunesse au festival d'Angoulême pour Billy the Cat, t. 1 : Dans la peau d'un chat (avec Stephen Desberg)[35],[36] ;
- Festival Polar de Cognac 2014 : prix Polar du meilleur album BD « One shot »[37] pour Les Fantômes de Knightgrave, première partie ;
- Prix Saint-Michel 2014[38],[36] : prix du meilleur scénario pour Les Fantômes de Knightgrave, première partie ;
- Stripschappenning 2014[38],[36] : prix du meilleur album étranger pour Les Fantômes de Knightgrave, première partie ;
- Festival d'Angoulême 2015[38] : prix des lycéens pour Les Fantômes de Knightgrave, première partie.

#### Livres
- Jacques Fiérain, « Colman, Stéphan », dans La BD dans les provinces de Liège, Namur et Luxembourg, Charleroi, Éd. l'Âge d'or, 2004, 112 p., ill. ; 31 cm (ISBN 9782960019698, OCLC 470388297, présentation en ligne), p. 31.
- Patrick Gaumer, « Colman, Stéphane », dans Dictionnaire mondial de la BD, Paris, Larousse, 2010, 953 p., ill. ; 27 cm (ISBN 978-2-0358-4331-9 et 2-0358-4331-6, OCLC 920924930, présentation en ligne), p. 193-194.

#### Périodiques
- Stéphane Colman (interviewé par Christelle et Bertrand Pissavy-Yvernault), « Les invités : Stéphane Colman : je suis plutôt « chien » ! », La Lettre - L'officiel de la bande dessinée, Dargaud, no 28,‎ mars - avril 1996, p. 20-21.